# Catarina Glendower
Catarina Glendower (em galês:  Catrin ferch Owain Glyndŵr; após 1383 – Londres, antes de 1 de dezembro de 1413) foi uma princesa galesa por nascimento. Ela foi esposa de Edmundo Mortimer, um bisneto do rei Eduardo III de Inglaterra.

## Família
Catarina era filha de Owain Glyndŵr, Príncipe de Gales, líder da Revolta Galesa da Casa de Mathrafal, e de Margarida Hanmer.
Os seus avós paternos eram Gruffudd Fychan II, Senhor de Glyndyfrdwy e de Cynllaith, e Helena ferch Tomas ap Llywelyn. Os seus avós maternos eram Sir Davi Hanmer, Juiz do Banco do Rei de 1383 a 1386, e Angharad ferch Llywelyn Ddu, que era filha de Llywelyn ap Gruffydd e de Leucu ferch Ednyfed.
Ela teve três irmãos: Gruffudd, que liderou uma revolta contra os ingleses ao lado do tio Tudur ap Gruffudd e do capitão Rhys Gethin, a qual resultou na sua captura; Maredudd, também que participou da revolta do pai, e Alice (Alys), casada com John Scudamore, um dono de terra inglês, que foi condestável de vários castelos da coroa em Gales do Sul, e xerife de Herefordshire.

## Biografia
Em novembro de 1402, Catarina se casou com Edmundo Mortimer, após ele entrar numa aliança com o seu pai, Owain, pois o rei Henrique IV de Inglaterra, seu primo, tinha se recusado a pagar o resgate. Ele tinha sido capturado pelo pai da jovem após a Batalha de Bryn Glas, em 22 junho de 1402, onde lutava pelo rei Henrique IV, apesar do fato de que Edmundo e seu irmão mais velho, Rogério Mortimer, 4.º Conde de March, tinham uma reivindicação mais forte ao trono do que Henrique, já que seu avô, Leonel de Antuérpia, era o segundo filho sobrevivente de Eduardo III de Inglaterra, ao contrário de Henrique IV, cujo pai, João de Gante, era o terceiro filho sobrevivente do rei. Edmundo era filho de Edmundo Mortimer, 3.º Conde de March (cujo bisavô era Rogério Mortimer, 2.º Conde de March, famoso por ter sido o amante da rainha Isabel da França e ter ajudado na deposição de Eduardo II, o marido da rainha) e de Filipa Plantageneta, 5.ª Condessa de Ulster, neta de Eduardo III.
Edmundo faleceu em 1409 durante o cerco ao Castelo de Harlech, em Gwynedd, de causas desconhecidas. Em seguida, Catarina e suas três filhas foram capturadas. Eles também tiveram um filho, Leonel. As meninas, a princesa junto de sua mãe, Margarida Hanmer, e uma de suas irmãs, foram levadas para a Torre de Londres. As mortes de Catarina e de suas filhas foram registradas, assim como o enterro na Igreja de St Swithin (que pagou uma libra pelo enterro), em Londres, no entanto, a causa da morte não é conhecida. Elas morrerram em 1413, no início do reinado de Henrique V.
Não se sabe o que houve com a mãe dela, Margarida, mas ela viveu mais tempo do que a filha, segundo o cronista Adam de Usk.

## Legado

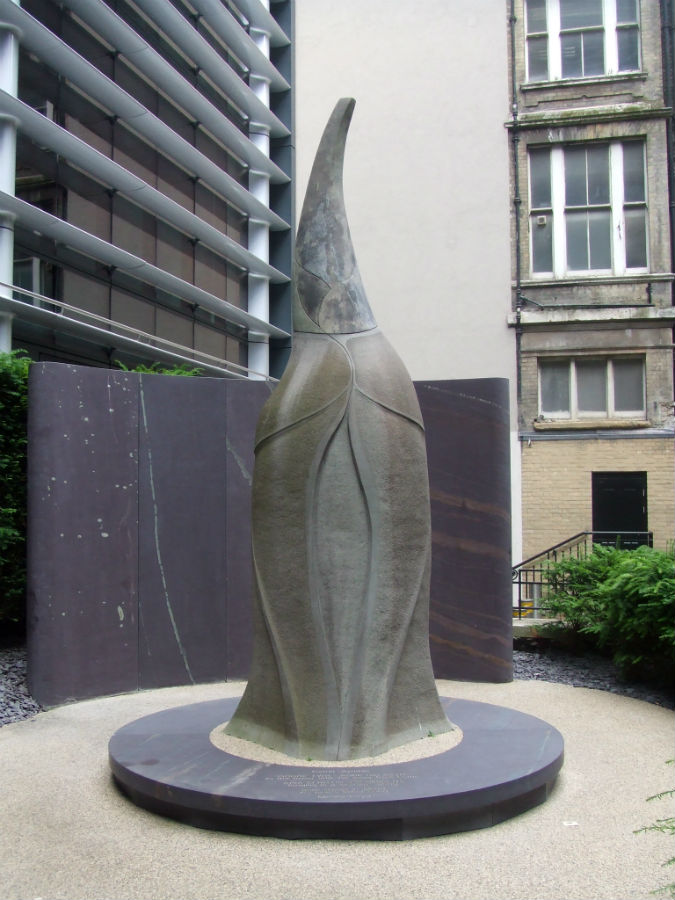
O memorial no Jardim da Igreja de St Swithin.

Há um memorial dedicado à Catarina no Jardim da Igreja de St Swithin, onde ficava localizada a antiga igreja, que foi destruída em 1666 durante o Grande incêndio de Londres. A estátua foi desenhada por Nic Stradlyn-John e esculpida por Richard Renshaw, tendo sido inaugurada em 2001 pela cantora galesa Siân Phillips.
Em 2003, numa exibição que celebrava o legado de Catarina, na Biblioteca Nacional do País de Gales, foi composto um poema curto em sua memória por Menna Elfyn.
Em 2004, uma peça chamada Catrin Glyndwr, escrita por Heledd Bianchi, estreou.